# Nowa Wieś (powiat będziński)
Nowa Wieś – wieś w Polsce, położona w województwie śląskim, w powiecie będzińskim, w gminie Mierzęcice.
W okresie 1837–1918 Nowa Wieś znajduje się w granicach Guberni Piotrkowskiej a po I wojnie, trafia do powiatu będzińskiego i dąbrowskiego. W  1927 Nowa Wieś trafia do powiatu Zawierciańskiego. W latach 1975–1998 miejscowość należała administracyjnie do województwa katowickiego. Po reaktywowaniu w Polsce powiatów, w tym powiatu będzińskiego po 1 stycznia 1999 r. Nowa Wieś powtórnie trafia do powiatu będzińskiego, gdzie pozostaje nadal.  
Od 25 maja 1985 r. utworzona została Parafia św. Antoniego z Padwy, a pierwszym proboszczem został ks. Jan Lubieniecki. Wcześniej Nowa Wieś należała do parafii Sączów. 
W Nowej Wsi funkcjonuje OSP Nowa Wieś, od 1917 r. 

## Zabytki
- Kaplica z XVIII/XIX wieku (nr rej. A/797/2021 z 7 października 1967[4])